# انجمن جلوه‌های بصری
انجمن جلوه‌های بصری (انگلیسی: Visual Effects Society) یک سازمان صنعت سرگرمی است که نمایانگر متخصصان جلوه‌های بصری از جمله هنرمندان، انیماتورها، فناوران، مدل سازان، مربیان، رهبران استودیو، سرپرستان، متخصصان روابط عمومی/بازاریابی و تولیدکنندگان فیلم، تلویزیون، تبلیغات، موزیک ویدیوها و بازی‌های ویدیویی است. حدود ۴۰۰۰ عضو در ۴۲ کشور جهان دارد.